# Tela subserosa
La tela subserosa ou subserosa est un tissu de la paroi gastrique compris entre la séreuse et le muscularis (en).

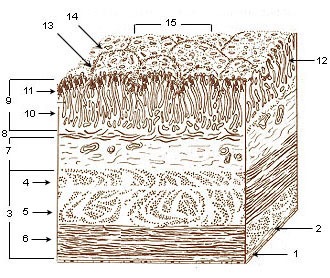
Schéma de la paroi gastrique avec la tela subserosa en 2.

La sous-séreuse, ou tela subserosa, est une fine couche de tissu située dans les parois de divers organes. Il s'agit d'une couche de tissu conjonctif (généralement de type aréolaire) située entre la couche musculaire (muscularis externa) et la séreuse (membrane séreuse).
La subséreuse a une importance clinique, notamment dans la stadification du cancer notamment dans la stadification du cancer de l'estomac ou du cancer de l'utérus.
La sous-séreuse (sub- + séreuse) est à une membrane séreuse ce que la sous-muqueuse (sub- + muqueuse) est à une membrane muqueuse.
La paroi des organes creux du tube digestif, tels que l'œsophage, l'estomac, l'intestin grêle et le gros intestin, est constituée de plusieurs couches, dont les principales sont, de l'intérieur vers l'extérieur, la muqueuse, qui est en contact avec les aliments et les substances issues de la digestion, la musculeuse et la séreuse. Entre la muqueuse et la musculeuse propre se trouve la sous-muqueuse, et entre la musculeuse propre et la séreuse se trouve la couche sous-séreuse. Ces couches sont très importantes en oncologie, car les tumeurs digestives prennent généralement naissance dans la couche muqueuse et envahissent progressivement les autres couches jusqu'à atteindre la sous-muqueuse et la séreuse.